# Renate Lasker-Harpprecht
Pour les articles homonymes, voir Lasker.
Renate Lasker-Harpprecht,née à Breslau (à l'époque en Allemagne, actuellement Wrocław en Pologne) le 14 janvier 1924 et morte à La Croix-Valmer (Var) le 3 janvier 2021,,,, est une auteure et journaliste allemande, par la suite naturalisée française, rescapée des camps de concentration d'Auschwitz-Birkenau et de Bergen-Belsen.

## Biographie
Renate Lasker naquit le 14 janvier 1924 à Breslau, en province de Basse-Silésie. Son père, Alfons Lasker, était avocat à la Haute-Cour de Breslau, appelée « Oberlandesgericht ». Sa mère, Edith Lasker, était violoncelliste. Renate avait deux sœurs, Marianne (l'aînée) et Anita Lasker-Wallfisch, sa cadette d'un an.
Elle est arrêtée le 5 juin 1943 avec sa sœur, Anita, qui sera membre de l'Orchestre des femmes d'Auschwitz. Les deux sœurs ont survécu et ont été interviewées par Patrick Gordon Walker le 15 avril 1945 à Bergen-Belsen, qui était l'une des premières interviews d'un survivant de l'Holocauste. L'enregistrement a été perdu mais retrouvé plus tard par Bayerischer Rundfunk dans les archives de radiodiffusion allemandes.
Après avoir gagné sa liberté, Lasker-Harpprecht est devenue interprète pour l'armée britannique pour le reste de la Seconde Guerre mondiale. Elle a ensuite travaillé à Londres pour la BBC, ainsi que pour Westdeutscher Rundfunk à Cologne et ZDF aux États-Unis. En 1982, elle s'installe en France où elle passe le reste de sa vie aux côtés de son mari, Klaus Harpprecht jusqu'à sa mort en septembre 2016. En 2016, elle reçoit le Preis für Verständigung und Toleranz, décerné par le Musée juif de Berlin. Elle meurt à La Croix-Valmer le 3 janvier 2021 à l'âge de 96 ans.